# John Small
Pour les articles homonymes, voir Small.
John Small, né le 13 mars 1726 à Strathardle et mort le 17 mars 1796 à Saint-Pierre-Port, est un major-général de l'armée britannique pendant la Révolution américaine.
De 1793 à sa mort, il est Lieutenant-gouverneur de Guernesey.
Il est l'un des personnages centraux du tableau The Death of General Warren at the Battle of Bunker's Hill, June 17, 1775 de John Trumbull.